# جمعية الشغيلة العالمية
جمعية الشغيلة العالمية (1864-1876)، التي غالبا ما تسمى الأممية الأولى، كانت منظمة دولية تهدف إلى توحيد عدة مجموعات سياسية ونقابات عمالية متنوعة اشتراكية يسارية، شيوعية ولاسلطوية التي كان قوامها الطبقة العاملة والصراع الطبقي. تأسست الجمعية في عام 1864 في اجتماع الشغيلة الذي عقد في قاعة سانت مارتن، لندن. وعقد مؤتمرها الأول في عام 1866 في جنيف.
تبعت ثورات 1848 في أوروبا، حقبة قاسية من الثورة المضادة. ولم تبدأ المرحلة الرئيسية التالية من النشاط الثوري إلا بعد مرور عشرين عاما مع تأسيس جمعية الشغيلة العالمية في عام 1864. التي كان لها في ذروة شعبيتها، 8 ملايين عضو، حسب ادعائها بينما قدرت الشرطة العدد بحوالي 5 ملايين شخص.
في عام 1872 انقسمت المنظمة إلى اثنتين بسبب الصراعات بين الفصائل الشيوعية واللاسلطوية. إلى أن حُلَّت في نهاية المطاف عام 1876. عام 1889 تأسست الأممية الثانية.

## جذورها
بعد انتفاضة يناير في بولندا في عام 1863، بدأ العمال الفرنسيون والبريطانيون في مناقشة تطوير علاقة عمل أوثق. زار هنري تولين، بيراشون، وليموسين لندن في يوليو 1863، وحضروا اجتماعا عقد في قاعة سانت جيمس تكريما للانتفاضة البولندية. وهنا جرت مناقشة الحاجة إلى منظمة دولية، من شأنها، من بين أمور أخرى، منع استيراد العمال الأجانب لكسر الإضرابات. في سبتمبر 1864، زار بعض المندوبين الفرنسيين لندن مرة أخرى بهدف إنشاء لجنة خاصة لتبادل المعلومات بشأن المسائل التي تهم العمال من جميع البلدان.

## الاجتماع في قاعة سانت مارتن، لندن 1864
في 28 سبتمبر، عقد اجتماع دولي كبير لاستقبال المندوبين الفرنسيين في قاعة سانت مارتن في لندن. وحضر الاجتماع مجموعة واسعة من الراديكاليين الأوروبيين، من بينهم أوينيون إنجليز، وأتباع بيير جوزيف برودون ولويس أوغست بلانكي الفرنسيين، وقوميين أيرلنديين وبولنديين، وجمهوريين إيطاليين، واشتراكيين ألمان. وكان بين المجموعة الأخيرة صحفيا مغمورا في السادسة والأربعين من عمره، كارل ماركس، الذي سيلعب دورا حاسما في المنظمة.
ترأس الاجتماع المؤرخ الوضعي إدوارد سبنسر بيسلي، الذي كان أستاذا في جامعة لندن. وقد انتقد في خطابه إجراءات الحكومات العنيفة، وأشار إلى انتهاكاتها الصارخة للقانون الدولي، ودعا إلى اتحاد عمال العالم من أجل تحقيق العدالة على وجه الأرض. وقد قرأ جورج أودجر، أمين عام مجلس لندن للتجارة، خطابا يدعو إلى التعاون الدولى.
وقرر الاجتماع بالإجماع تأسيس منظمة دولية للعمال. وكان من المقرر أن يكون مقرها في لندن، وتديرها لجنة مكونة من 21 شخصا، تلقت تعليمات بصياغة برنامج ودستور. وقد اختير معظم أعضاء اللجنة البريطانيين من العصبة الكونية لأجل الارتقاء المادي بالطبقات الصناعية وكانو زعماء نقابيين بارزين مثل أودجر وجورج هاول (الأمين العام السابق لمجلس لندن للتداول الذي رفض الارتباط بجمعية الشغيلة العالمية رغم تقارب المنظمتين)، وأوزبورن، ولوكرافت، وشملوا أوينيون وميثاقيون. وكان الأعضاء الفرنسيون دينوال، وفيكتور لو لوبيز، وبوسكيت. ومثل فونتانا إيطاليا. من بين الاأعضاء الآخرون: لويس وولف، يوهان إيكاريوس، وفي آخر القائمة، كارل ماركس. شارك ماركس بصفته الشخصية، ولم يتحدث خلال الاجتماع.
اختارت هذه اللجنة التنفيذية بدورها لجنة فرعية للقيام بالكتابة الفعلية للبرنامج التنظيمي - وقد ضمت هذه مجموعة كارل ماركس والتأمت في منزله بعد نحو أسبوع من ختام الاجتماع في قاعة سانت مارتن. أرجأت هذه اللجنة الفرعية مهمة الكتابة الجماعية لصالح أن يقوم ماركس وحده بالكتابة، وكان هو الذي وضع في نهاية المطاف الوثائق الأساسية للمنظمة الجديدة.
وفي 5 أكتوبر، تم تشكيل المجلس العام مع ضم أعضاء إضافيين يمثلون جنسيات أخرى. وكان مقرها في مقر العصبة الكونية للارتقاء المادي بالطبقات الصناعية في 18 غريك ستريت. وقدمت مجموعات مختلفة مقترحات للمنظمة: قدم لويس وولف (سكرتير مازيني) اقتراحا يستند إلى قواعد ودستور جمعية الشغيلة الإيطالية (منظمة مازينية) وجون وستون، وهو أويني، قدم برنامجا هو الآخر. غادر وولف إلى إيطاليا، وأعاد لوبيتز كتابة البرنامج بأسلوب هال ماركس. من خلال تلاعب محنك باللجنة الفرعية تُرك ماركس مع جميع الأوراق، وقام بكتابة نداء للطبقات العاملة أرفق إليه مجموعة مبسطة من القواعد.

## توترات داخلية
في البداية كان معظم أعضاء الجمعية من الذكور، على الرغم من أنه في أبريل 1865 تم الاتفاق على أنه يمكن للمرأة الانتساب للعضوية. وكانت القيادة في البداية محصورة بالذكور. وفي اجتماع المجلس العام للجمعية في 16 أبريل 1867، قُرأت رسالة كتبتها المتحدثة العلمانية هارييت لو بشأن حقوق المرأة، واتُّفق أن تُسأل عما إذا كانت مستعدة لحضور اجتماعات المجلس. وفي 25 يونيو 1867، تم قبولها في المجلس العام، وفي السنوات الخمس التالية كانت المرأة الوحيدة بين الممثلين.
بسبب وجود مختلف الفلسفات المتنوعة في الأممية الأولى، كان هناك صراع منذ البداية. الاعتراضات الأولى على نفوذ ماركس جاءت من التكافليين الذين عارضوا الشيوعية والدولانية. ومع ذلك، بعد فترة وجيزة من انضمام ميخائيل باكونين وأتباعه (أطلق عليهم اسم الجماعيين أثناء تواجدهم في الأممية) في عام 1868، حدث استقطاب في الأممية الأولى إلى معسكرين، بقيادة ماركس وباكونين على التوالي. وقد تجلت الاختلافات بين المجموعتين في الخلاف حول الاستراتيجيات المقترحة لتحقيق الرؤيا الاشتراكية. فاللاسلطويون حول باكونين فضلوا (بحسب كلمات كروبوتكين) «النضال الاقتصادي المباشر ضد الرأسمالية، دون التدخل في التحريض البرلماني السياسي». وقد ركز الفكر الماركسي في ذلك الوقت على النشاط البرلماني. على سبيل المثال، عندما أدخلت الإمبراطورية الألمانية الجديدة عام 1871 حق الاقتراع للذكور، أصبح العديد من الاشتراكيين الألمان نشطين في الحزب الاشتراكي الديمقراطي الألماني.

## مؤتمر جنيف، 1866
خلال مؤتمر جنيف هيمنت مجموعة باريس من البرودونيين على المناقشات. جاء ستة بلانيكيين إلى المؤتمر من باريس للتنديد بالممثلين الفرنسيين معتبرينهم مبعوثي بونابرت، ولكنهم طُردوا. واتخذ قرار هام في هذا المؤتمر باعتماد مطلب يوم عمل من 8 ساعات كأحد المطالب الأساسية للجمعية.

## مؤتمر لوزان، 1867
عقد مؤتمر لوزان الدولي في 2-8 سبتمبر 1867. لم يتمكن ماركس من الحضور، حيث كان يعمل على البراهين النهائية لكتاب رأس المال. وحضر المؤتمر 64 مندوبا من بريطانيا وفرنسا وألمانيا وبلجيكا وإيطاليا وسويسرا. وسجلت التقارير المقدمة زيادة تأثير الأممية على الطبقات العاملة في مختلف البلدان. وقد أثر المندوبون البرودونيون، الذين قدموا بالأساس من فرنسا، على توجه نشاط الأممية ومبادئها البرنامجية. وعلى الرغم من جهود مندوبي المجلس العام، فقد نجحوا في تنقيح قرارات مؤتمر جنيف، وتمرير عدد من قراراتهم، ولا سيما بشأن التعاون والائتمان.
غير أن المؤتمر أكد قرارات مؤتمر جنيف بشأن النضال الاقتصادي والإضراب وأصدر قرارا بشأن الحرية السياسية أكد فيه أن التحرر الاجتماعي للعمال لا ينفصل عن التحرر السياسي. كما فشل البرودونيون في الاستيلاء على قيادة الأممية، حيث أعاد الكونغرس انتخاب المجلس العام في تكوينه السابق وبقيت لندن مقره.
غير أن مؤتمر لوزان تجاهل قرار المجلس العام وقرر رسميا المشاركة في مؤتمر عصبة السلم والحرية. ومع ذلك، حضر هذا المؤتمر العديد أعضاء المجلس العام وبعض أعضاء الأممية الآخرين وفشلوا في حل خلافاتهم السياسية.

## مؤتمر بروكسل، 1868
وافق مؤتمر بروكسل للأممية في عام 1868 على تكتيكات ماركس فيما يتعلق بعصبة السلم والحرية، معارضة الانتماء الرسمي للعصبة، لكنه دعا الطبقة العاملة إلى ضم جهودهم إلى جميع القوى التقدمية المناهضة للعسكرة.

## مؤتمر بازل، 1869
عقد مؤتمر بازل من 6 إلى 12 سبتمبر 1869.
وقد تميز المؤتمر بشكل أساسي بالمواجهة بين التكافليين البرودونيين والموقف التشايعي الذي دافع عنه مبعوث ماركس إلى المجلس العام وباكونين. ولكن الاشتراكي البلجيكي دي بيبي لعب دورا حاسما في جلب الوفد البلجيكي إلى الصف التشايعي وعزل البرودونيين الفرنسيين بالأساس.

## مؤتمر هاغ، 1872
بعد كومونة باريس (1871)، اعتبر باكونين أن أفكار ماركس استبدادية، وقال أنه إذا وصل حزب ماركسي إلى السلطة فإن قادته سيكونون في نهاية المطاف سيئين مثل الطبقة الحاكمة التي حاربوها (لا سيما في كتابه الدولانية واللاسلطوية). في عام 1872، وصل النزاع في الأممية إلى أوجه بحصول انقسام نهائي بين المجموعتين في مؤتمر لاهاي. وغالبا ما يشار إلى هذا الاشتباك على أنه أصل الصراع الطويل الأمد بين اللاسلطويين والماركسيين.
وبرز في مؤتمر لاهاي محاولة طرد باكونين وغيوم وقرار نقل المجلس العام إلى مدينة نيويورك. بيد أن القرارات الرئيسية التي تم إقرارها تركزت على التزام الأممية بإنشاء أحزاب سياسية بهدف الاستيلاء على سلطة الدولة كشرط لا غنى عنه للتحول الاشتراكي.

## بعد 1872: أمميتان أوليان منفصلتان
ومنذ ذلك الحين، كان للتيارات الاشتراكية الماركسية واللاسلطوية منظمات منفردة، بما في ذلك «أمميات» متنافسة.
هذا الانقسام يسمى أحيانا انقسام «الأحمر» و «الأسود»، الأحمر يشير إلى الماركسيين والأسود في إشارة لللاسلوطيين. وقد قال أوتو فون بسمارك، عند سماع الانقسام في الأممية الأولى، «الرؤوس المتوجة وأصحاب الثروة والامتيازات سيرتعشون لو أن الأسود والأحمر اتحدا من جديد!»
عقد الجناح اللاسلطوي لللاممية الأولى مؤتمرا منفصلا في سانت إيمير، في سبتمبر 1872، سويسرا. ورفض اللاسلطويون الادعاء بأن باكونين وغيوم قد طردوا، وتبرأوا من مؤتمر لاهاي معتبرينه غير تمثيلي وأجري بشمل غير ملائم. على مدى يومين، في سانت إيمير، في 15 و 16 سبتمبر 1872، أعلنوا أنهم الورثة الحقيقيون للأممية (راجع أممية سانت إيمير اللاسلطوية).
اعتُمد برنامج باكونين، واستُبعد ماركس ضمنا، واستمرت الأممية الأولى اللاسلطوية حتى عام 1877، مع بعض النمو المبكر في مناطق مثل مصر وتركيا.
عقد المؤتمر السادس للجناح الماركسي للأممية في جنيف في سبتمبر 1873، لكنه يعتبر فاشلا عموما. وقد استمر تعثّر الجناح الماركسي حتى حله بعد ثلاث سنوات، في مؤتمر فيلادلفيا عام 1876. فشلت محاولات إحياء المنظمة على مدى السنوات الخمس المقبلة.
وبما أن الدراسات الأكاديمية حول الأممية متأثرة بشكل من التقييمات المختلفة لأهمية وآثار الصراع بين ماركس وبكونين، فإن الروايات المختلفة تركز على الأجنحة المختلفة في الأممية وتعطي تواريخ مختلفة لحلها النهائي (1876 أو 1877).
تأسست الأممية الثانية في عام 1889 لتخلف الأممية الأولى. وقد شارك كل من اللاسلطويين والماركسيين في المنظمة الجديدة في سنواتها الأولى.
كانت جمعية العاملين الأممية (التي تسمى أيضا «الأممية السوداء»)، وهي منظمة لاسلطوية أممية، ظهرت في عام 1881، وكانت مؤثرة بشكل رئيسي في الولايات المتحدة والمكسيك، واختفت تدريجيا بعد أواخر 1880ات.
في مؤتمر في برلين في عام 1922، قرر اللاسلطويون النقابيون إعادة تأسيس "الأممية الأولى" كرابطة العمال الدولية". التي لا تزال موجودة.